# 史密斯 (海峽殖民地總督)
塞西尔·金文泰·史密斯爵士，PC，GCMG，MA（1840年12月23日—1916年2月6日），通稱「金文泰」或「史密斯」，乃英國前殖民地官員，亦是前港督金文泰爵士的舅父與教父。

## 生平
史密斯生於英格蘭倫敦。他的父親約翰·史密斯（John Smith）是一名神職人員，擁有文學碩士（M.A.）學位；其母為塞西莉亚·克莱门蒂（Cecilia Clementi），而祖父則是古典音樂作曲家穆齐奥·克莱门蒂。史密斯受教於倫敦聖保羅公學，畢業後入讀劍橋大學基督聖體學院，幾年後獲得文學碩士學位。
1862年，史密斯參加英國政府考試，試後獲選為官學生，到香港學習華語、了解中國文化，擔任翻譯。1868年至1878年間，他歷任總登記官、署理輔政司、庫務司等職。1869年，他返回英國迎娶A·紐科門（A. Newcomen）之女特蕾莎·紐科門（Teresa Newcomen），並於雷德卡的Kirkleatham 禮堂舉行婚禮，之後育有兩女。由於特蕾莎一直體弱多病，她在跟隨史密斯到亞洲居住一段時間後，便折返英國繼續修養。
1878年，史密斯離開香港，到新加坡出任海峽殖民地輔政司。在他到任時，新加坡的秘密會社與私會黨林立，並到處進行非法活動，如強迫商人交納保護費、搶劫居民等;而殖民政府不僅沒有打擊秘密會社，還鼓勵會社發展，並任命會社成員為華人甲必丹，使會社得以進一步壯大，對新加坡的治安構成潛在威脅。為解決這個問題，史密斯頒佈了「禁止秘密結社法」，要求社團在政府登記註冊，方便政府進行管理，是新加坡首個規管社團的法例。1885年至1887年任錫蘭副總督兼錫蘭輔政司。1886年獲KCMG勛銜。1887年任海峽殖民地總督兼海峽殖民地總司令。1889年兼任婆羅洲及砂拉越的高級專員和領事顧問（即參贊）。同年，史密斯設立了（本土）「女皇獎學金」，為新加坡人提供到英國大學深造的資金。1892年，史密斯獲頒GCMG勛銜，後於1893年退休。1906年，史密斯獲任為英國樞密院顧問官。

## 榮譽
- K.C.M.G.（1886年）
- G.C.M.G.（1892年）
- P.C.（1906年）
- 新加坡義勇軍榮譽上校（年份未知）

## 名稱紀念
- 絲絲街（Cecil Street）：新加坡丹戎巴葛市鎮的一個街道。
- 史密斯街（英语：Smith Street, Singapore）（Smith Street）：新加坡牛車水市鎮的一個街道。
- 絲絲·金文泰·史密斯爵士獎學金（Sir Cecil Clementi Smith Scholarship）：由新加坡華人設立，以獎勵學術成績優越的華族學生。
- 七條路（Cecil Street）：馬來西亞檳城首府喬治市的一條街道。

## 腳注
1. ↑  另見（大英）「女皇獎學金」。

### 新聞報章
- Newspaper Article - HIS EXCELLENOY SIR CECIL CLEMENTI.
- Newspaper Article - SIR CLEMENTI SMITH DEAD.[永久]
- Newspaper Article - The Singapore Free Press. THURSDAY, AUGUST 24, 1893.